# Aspidella (schimmelgeslacht)
Aspidella is een geslacht van schimmels behorend tot de familie Amanitaceae.

## Soorten
Volgens Index Fungorum telt het geslacht negen soorten (peildatum oktober 2020):
| Soortnaam               | Auteur(s)                                        | Publicatiejaar |
| ----------------------- | ------------------------------------------------ | -------------- |
| Aspidella albofloccosa  | (Sathe & S.D. Deshp.) Vizzini & Contu            | 2012           |
| Aspidella aureofloccosa | (Bas) Vizzini & Contu                            | 2013           |
| Aspidella bubalina      | (Bas) Vizzini & Contu                            | 2012           |
| Aspidella foetens       | (Singer) Vizzini & Contu                         | 2012           |
| Aspidella gemmifera     | (E.-J. Gilbert) E.-J. Gilbert                    | 1940           |
| Aspidella grossa        | Cleland & Cheel ex E.-J. Gilbert                 | 1940           |
| Aspidella hesleri       | (Bas) Vizzini & Contu                            | 2012           |
| Aspidella solitaria     | (Bull.) E.-J. Gilbert                            | 1940           |
| Aspidella zangii        | (Zhu L. Yang, T.H. Li & X.L. Wu) Vizzini & Contu | 2012           |